# Paulus Buscher
Paulus Buscher, laut Sterbeurkunde eigentlich Paul Karl Daniel Buscher (* 26. August 1928 in Barmen; † 10. Oktober 2011 in Koblenz), war ein deutscher Künstler, Autor und bündischer Widerstandskämpfer in der NS-Zeit. Den von der Gestapo als Schimpfwort auf ihn und seine Gruppe angewendeten Begriff des Edelweißpiraten hat er selbst stets abgelehnt und als „Stigma“ empfunden.

## Leben
Im Februar 1943 erfolgte die Schulrelegation wegen der Zugehörigkeit zur Deutschen Jungenschaft vom 1. November 1929. Von 1942 bis 1944 war er mehrfach in Gestapo- und Lagerhaft, weil er HJ- und Wehrmachtseinrichtungen sabotiert und bekämpft hatte. Sein Vater, seinerzeit Mitbegründer der SS in Wuppertal, überstellte ihn mit vorgehaltener Waffe den Feldjägern. Nach wenigen Tagen desertierte Buscher und kämpfte gegen Ende des Krieges auf alliierter Seite. 1946 studierte er zwei Semester Kunst bei Otto Pankok und Otto Coester. Von 1947 bis 1949 absolvierte er Praktika, wurde dann redaktioneller Mitarbeiter einer Zeitung. Von 1950 bis 1956 studierte Buscher zwölf Semester Kunst, wurde Meisterschüler von Jupp Ernst und Wilhelm Wagenfeld. Von 1956 bis 1991 betrieb er ein Atelier für freie und angewandte Kunst, war als Architekt, Formgestalter, Fotograf, Maler und Graphiker für westdeutsche und ausländische Auftraggeber tätig. 
Buscher war verheiratet und hatte vier Söhne.

## Schriften
- Das Helle-Hirsch-Heft. = Puls 15 (1987), ISSN 0342-3328
- Das Stigma. Verlag Bublies, Koblenz 1988, ISBN 3-926584-01-7
- Cliquen und Banden von Widerstands-Schmarotzern. In: Wir selbst 1 (1988), S. 16–35 (auch als Sonderdruck)
- Helmut „helle“ Hirsch, ein junger Jude und bündischer Künstler im Widerstand. In: Hinrich Siefken (Hrsg.): Resistance to national socialism: Kunst und Widerstand. Iudicium, München 1995, ISBN 3-89129-232-5
- Helle Hirsch. Jude Künstler dj.1.11er Widerstandskämpfer – verraten ermordet – verraten vergessen. Steintafel-Dokumentation, Bielefeld 1996, ISBN 3-9315-9767-9
- Bündische Jugend, bündische Umtriebe … gegen gestapistische Geschichtsverfälscher. Media Consult Buscher, Baden-Baden 2004, ISBN 3-932896-02-5 (CD-Rom)
- Bündisches Gegentum. Das Einhorn ist ein bewaffnetes Pferd 1942–2010. Media Consult Buscher, Baden-Baden 2011, ISBN 978-3-932896-03-3